# Rudolf Hercher

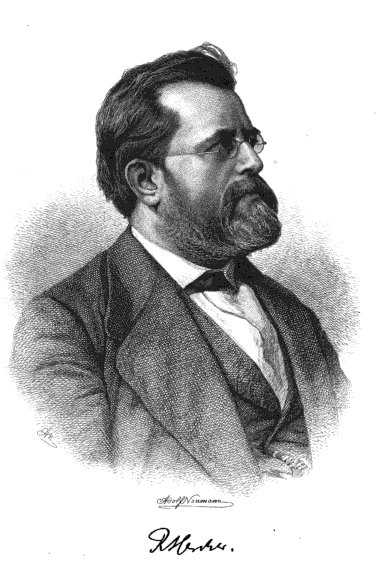
Rudolf Hercher

Rudolf Hercher (* 11. Januar 1821 in Rudolstadt; † 26. März 1878 in Berlin) war ein deutscher klassischer Philologe, der als Gymnasiallehrer in Rudolstadt (1847–1859) und Berlin (1861–1878) wirkte. Er ist besonders als Konjekturalkritiker verschiedener griechischer Autoren bekannt.

## Leben
Rudolf Hercher war der Sohn des Gymnasialprofessors und späteren Finanzrates Johann Andreas Hercher. Er besuchte von 1830 bis 1838 das Gymnasium seiner Vaterstadt, wo besonders der Lateinlehrer Lobegott Samuel Obbarius und der Griechischlehrer Christian Lorenz Sommer Einfluss auf ihn nahmen. Vor dem Studium vertiefte er jedoch nach dem Wunsch seines Vaters seine Bildung ein Jahr lang in der Prima des Gymnasiums. Er bildete sich besonders in der deutschen Literatur, im Zeichnen und im Englischen weiter. Zum Sommersemester 1839 bezog Hercher die Universität Leipzig, wo er drei Jahre lang bei Gottfried Hermann und Moriz Haupt studierte. 1842 ging er für zwei Semester nach Berlin, wo ihn der berühmte Textkritiker Karl Lachmann unterwies. Nach der Promotion in Jena (1844) wurde Hercher noch im selben Jahr Hauslehrer beim oldenburgischen Bundestagsabgeordneten Hartwig Julius Ludwig von Both. Nach einem Jahr kündigte er diese Stelle und reiste für mehrere Monate zu Verwandten nach Manchester und London; nach einem kurzen Aufenthalt in Rudolstadt arbeitete er von Ostern bis Herbst 1846 als Hauslehrer einer irischen Familie in Dublin. Anschließend reiste er für einige Monate nach London und in die Niederlande.
Nachdem im Sommer 1846 sein ehemaliger Lehrer Sommer verstorben war, wurde Hercher im Dezember desselben Jahres eine Stelle als Collaborator am Gymnasium in Rudolstadt angetragen, die er 1847 annahm. Nach sieben Dienstjahren wurde er 1854 zum Gymnasialprofessor ernannt. In den folgenden Jahren hatte Hercher mehrmals Gelegenheit zu längeren Forschungsreisen: Er besuchte mehrere Monate Paris und ging 1859 für ein Jahr nach Italien; dieser Aufenthalt verlängerte sich wegen einer Augenkrankheit um ein weiteres Jahr. Seiner Bekanntschaft mit Immanuel Bekker und Gustav Parthey (1798–1872) in Berlin verdankte er einen Ruf an das dortige Joachimsthalsche Gymnasium, den er im Herbst 1861 annahm. Bald darauf wurde er als Mitglied in das Deutsche Archäologische Institut in Rom aufgenommen, in dessen Zentraldirektion er 1865 eintrat. Weitere Forschungsreisen unternahm er 1863 nach Ithaka und Korfu, 1867 nach Paris.
In Berlin verkehrte Hercher mit führenden Wissenschaftlern, darunter Moriz Haupt, Immanuel Bekker, August Meineke; mit Theodor Mommsen und Adolf Kirchhoff gründete er 1866 die Zeitschrift Hermes. Zeitschrift für classische Philologie, die noch heute besteht. Der Verkehr mit seinen Fachkollegen war Hercher so wichtig, dass er drei Rufe auswärtiger Universitäten ablehnte. Am 14. Juli 1873 wurde er als ordentliches Mitglied in die Preußische Akademie der Wissenschaften aufgenommen, am 19. Dezember 1875 als korrespondierendes Mitglied in die St. Petersburger Akademie der Wissenschaften.
In seinen späten Jahren machte eine Nervenschwäche Hercher zu schaffen, die sich seit Anfang 1878 zu einem ernsten Leiden entwickelte. Am 26. März dieses Jahres verschied er nach einem Blutsturz im Gehirn im 58. Lebensjahr.

## Leistungen
Rudolf Hercher ist besonders durch seine Leistungen in der Konjekturalkritik bekannt. Er behandelte überwiegend die griechischen Prosaautoren der nachklassischen Zeit, aber auch vereinzelt Homer, Herodot und lateinische Autoren. Seine erste Veröffentlichung war eine kritische Ausgabe der Schrift περὶ ποταμῶν καὶ ὀρῶν ἐπωνυμίας, bei der er nicht nur den Text herstellte, sondern auch nachwies, dass die Schrift dem Plutarch untergeschoben wurde. Er beschäftigte sich mit dem Buch de venatione von Arrian, mit Michael Psellos, Nikephoros Gregoras, dem Traumbuch des Achmet, mit Ptolemaios Chennos und Philon von Byzanz.
Besonders seine Ausgabe auffälliger Konjekturen in griechischen Überlieferungen (Erotici Graeci, zwei Bände, Leipzig 1858–1859), seine Erstausgabe Astrampsychi oraculorum decades (Berlin 1863), seine zweibändige Aelian-Ausgabe (Leipzig 1864–1866) und die Epistolographi Graeci (Paris 1873) erregten Aufsehen. In seiner Ausgabe des Aineias Taktikos (Berlin 1870) gelang es ihm erstmals, den von vielen Interpolationen entstellten Text wiederherzustellen und den attizistischen Stil des spätantiken Prosaikers herauszustellen. Von seiner Ausgabe der Moralia des Plutarch erschien nur ein Band (Leipzig 1872).
Neben diesen und weiteren Monografien verfasste Hercher hunderte kleinerer Beiträge zur Textkritik und Exegese. Besonders die homerischen Epen besprach er immer wieder. Nach seinem Tod veröffentlichte der Archäologe und Philologe Carl Robert diese Aufsätze unter dem Titel Homerische Aufsätze von Rudolf Hercher (Berlin 1881).